# Xã Adams, Quận Grant, South Dakota
Xã Adams (tiếng Anh: Adams Township) là một xã thuộc quận Grant, tiểu bang Nam Dakota, Hoa Kỳ. Năm 2010, dân số của xã này là 150 người.